# الجيش التاسع عشر (فيرماخت)
الجيش التاسع عشر (ألماني: 19). Armee ) جيش ميداني في الحرب العالمية الثانية للجيش الألماني.

## التاريخ
| التنظيم: الجيش التاسع عشر في 17 يوليو 1944 | التنظيم: الجيش التاسع عشر في 17 يوليو 1944 | التنظيم: الجيش التاسع عشر في 17 يوليو 1944 | التنظيم: الجيش التاسع عشر في 17 يوليو 1944 |
| مجموعة الجيش                               | جيش                                        | فيلق                                       | قطاع                                       |
| ------------------------------------------ | ------------------------------------------ | ------------------------------------------ | ------------------------------------------ |
| ج بلاسكويتز                                | الجيش التاسع عشر فايسه                     | LXII فيلق Neuling                          | فرقة المشاة 148                            |
| ج بلاسكويتز                                | الجيش التاسع عشر فايسه                     | LXII فيلق Neuling                          | فرقة المشاة 242                            |
| ج بلاسكويتز                                | الجيش التاسع عشر فايسه                     | فيلق LXXXV Knieß                           | فرقة المشاة 244                            |
| ج بلاسكويتز                                | الجيش التاسع عشر فايسه                     | فيلق LXXXV Knieß                           | فرقة المشاة 338                            |
| ج بلاسكويتز                                | الجيش التاسع عشر فايسه                     | فيلق لوفتفافه الرابع بيترسن                | فرقة المشاة 189                            |
| ج بلاسكويتز                                | الجيش التاسع عشر فايسه                     | فيلق لوفتفافه الرابع بيترسن                | فرقة المشاة 198                            |
| ج بلاسكويتز                                | الجيش التاسع عشر فايسه                     | فيلق لوفتفافه الرابع بيترسن                | فرقة المشاة 716                            |
| ج بلاسكويتز                                | الجيش التاسع عشر فايسه                     | تابع إلى مقر الجيش                         | احتياطي 157 (الجبل) شعبة                   |

## القادة
|  | {{{officeholder}}} |
|  | {{{officeholder}}} |
|  | {{{officeholder}}} |
|  | {{{officeholder}}} |
|  | {{{officeholder}}} |
|  | {{{officeholder}}} |